# Грајнет
Грајнет (њем. Grainet) општина је у њемачкој савезној држави Баварска. Једно је од 25 општинских средишта округа Фрејунг-Графенау. Према процјени из 2010. у општини је живјело 2.409 становника. Посједује регионалну шифру (AGS) 9272121.

## Географски и демографски подаци
Грајнет се налази у савезној држави Баварска у округу Фрејунг-Графенау. Општина се налази на надморској висини од 582–1015 метара. Површина општине износи 36,1 km². У самом мјесту је, према процјени из 2010. године, живјело 2.409 становника. Просјечна густина становништва износи 67 становника/km².

## Међународна сарадња
| Мјесто      | Држава | Врста сарадње | Од |
| ----------- | ------ | ------------- | -- |
| Мислаковице | Пољска | партнерство   | .  |
| Извор       |        |               |    |